# Méthohexital

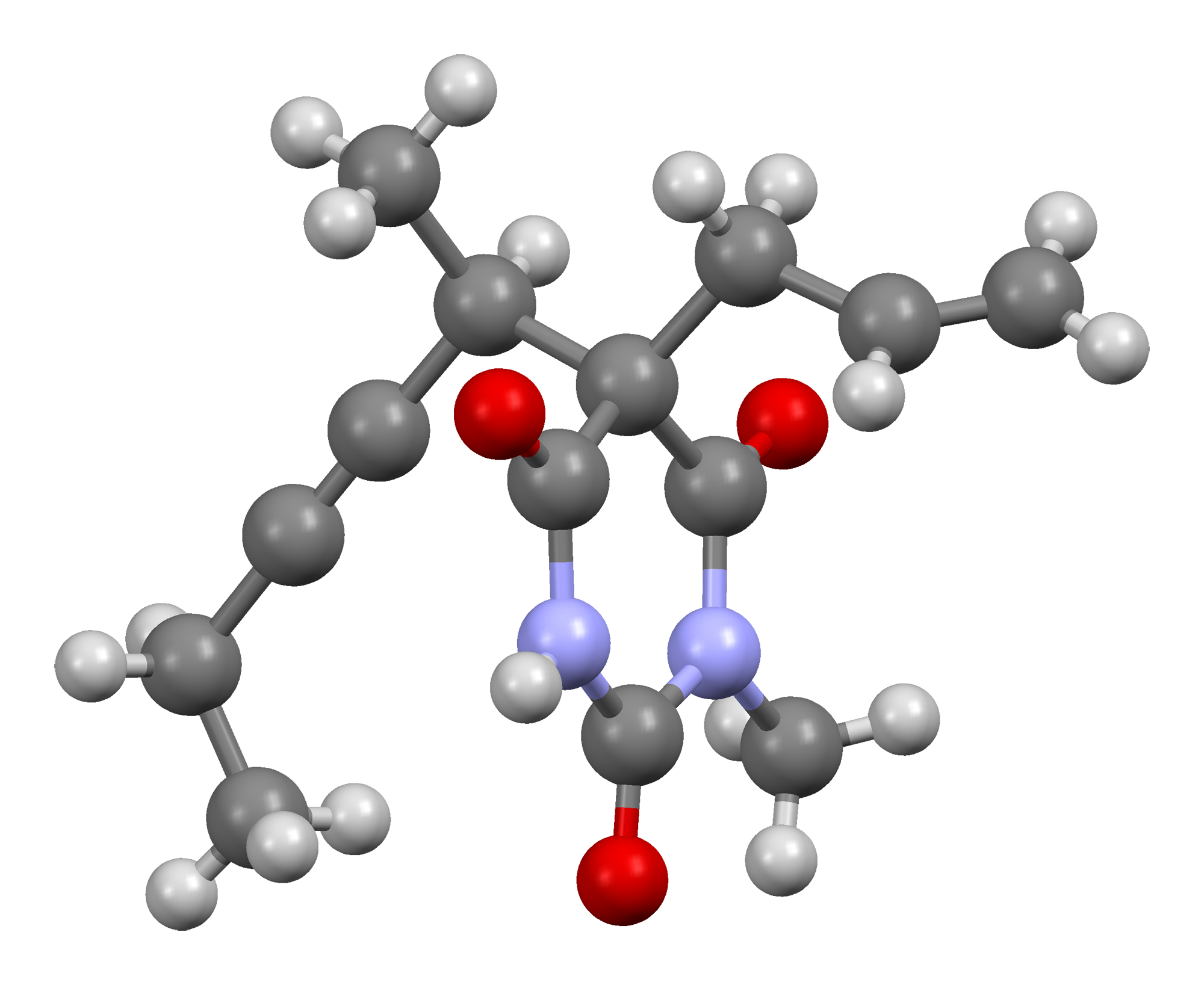
Modélisation 3D du méthohexital

Methohexital ou methohexitone (commercialisé sous les noms de marque Brevital et Brietal) est un médicament qui est un dérivé barbiturique. Il est classé comme à courte durée d’action et a un début d’action rapide. Il est similaire dans ses effets au thiopental de sodium, un médicament avec lequel il a rivalisé sur le marché des anesthésiques.

## Pharmacologie
Le méthohexital se lie à un site distinct qui est associé à Cl− ionophores aux récepteurs GABAA. Cela augmente la durée pendant laquelle les ionopores Cl− sont ouverts, provoquant ainsi un effet inhibiteur.
Le métabolisme du méthohexital est principalement hépatique par déméthylation et oxydation. L'oxydation de la chaîne latérale est le principal moyen de métabolisme impliqué dans la fin de l’activité biologique du médicament.

## Indications
Le méthohexital est principalement utilisé pour induire l’anesthésie et est généralement fourni sous forme de sel de sodium (c’est-à-dire de sodium méthhexital). Il n’est utilisé qu’en milieu hospitalier ou similaire, sous stricte surveillance. Il a été couramment utilisé pour induire une sédation profonde ou une anesthésie générale pour la chirurgie et les procédures dentaires. Contrairement à de nombreux autres barbituriques, le méthohexital abaisse le seuil épileptogène, une propriété qui le rend particulièrement utile lorsque l’anesthésie est fournie pour une thérapie électroconvulsive (ECT). Et le taux de récupération rapide, avec une prise de conscience acquise dans les trois à sept minutes après l’induction et la récupération complète dans les 30 minutes, est un avantage majeur par rapport aux autres barbituriques ECT.

## Synthèse
Le méthohexital peut être synthétisé de la manière classique de fabrication de dérivés de l’acide barbiturique, notamment par la réaction de dérivés d’ester maloniques avec des dérivés d’urée. L’ester allyl-(1-méthyl-2-pentynyle) malonique qui en résulte est synthétisé par alkylation ultérieure de l’ester malonique lui-même, en commençant par le 2-bromo-3-hexyne, qui donne de l’ester (1-méthyl-2-pentynyl)malonique, puis par l’allylbromure. Dans la dernière étape, la réaction de l’ester malonique disubstitué avec la N-méthylurée donne du méthohexital.